# Designador rígido
Em metafísica, lógica e semântica um designador rígido é um termo que faz referência à mesma entidade em todos os mundos possíveis nos quais essa entidade existe.  Um designador é considerado obstinadamente rígido quando ele designa a mesma entidade em todos os mundos possíveis, independentemente da existência ou não dessa entidade no respectivo mundo.
Nomes são designadores rígidos. Descrições definidas normalmente não são. Por exemplo, a descrição "um número primo tem dois divisores diferentes" é rígida, pois, designa a mesma entidade em todos os mundos possíveis. Um nome designa a mesma coisa em todas as situações. Por exemplo, o nome "Aristóteles" designa a mesma pessoa na nossa situação, na qual ele foi um filósofo, e também em situações contrafatuais, nas quais ele não foi um filósofo. 

## Sentidos de rigidez
A rigidez algumas vezes distingue-se em dois sentidos:
Na rigidez kripkeana, um termo é rígido quando se designa à mesma coisa em todos os mundos em que tal coisa exista, enquanto que na rigidez kaplanesca, um termo é rígido quando se designa à mesma coisa em todos os mundos, embora exista ou não a coisa naquele mundo. Essas duas noções estão associadas, respectivamente, à Saul Kripke e à David Kaplan - ambos figuras centrais para compreender o que veio a se chamar teoria da referência direta.
Kaplan mesmo, em "Afterthougts" (1989), chama a atenção para essas duas noções de rigidez. Ele diz ali, levado pela noção de um objeto como um constituinte proposicional, chega-se à noção de designação rígida:
```
"De fato, chegamos à forma de designação rígida característica da referência direta, em que é irrelevante se o indivíduo existe no mundo em que a proposição é avaliada. Em 
Demonstratives
 considerei essa a forma fundamental de designação rígida. Estava tão certo de que essa 
era
 a forma fundamental de designação rígida, que defendi...que deveria ser o que Kripke 
pretendia
, a despeito de indicações contrárias em seus escritos. Não era. Em uma carta, Kripke afirma que a noção de designação rígida que ele pretendia é a que 'um designador 
d
 de um objeto 
x
 é rígido, se designa 
x
 com respeito a todos mundos possíveis em que 
x
 existe, e 
nunca designa um objeto outro que 
x
 com respeito a qualquer mundo possível'." (p.569)   
[
3
]
```